# Licinia sumptuaria
Licinia sumptuaria va ser una antiga llei romana aprovada el 96 aC sent cònsols Gneu Corneli Lèntul i Publi Licini Cras. Altres autors la suposen de l'any 106 aC quan va ser tribú de la plebs Publi Licini Lucul. Si fos el primer cas la llei es diria Cornelia Licinia sumptuaria (o Licinia Cornelia sumptuaria).
Els patricis hi tenien molt d'interès i el senat la va promulgar sense esperar el trinundinus (espera per l'aprovació d'una llei durant tres nones) ni l'aprovació del poble. Regulava acuradament la despesa i especial les despeses en els convits els dies de calendes, nones i de mercat (Nundines), fixant un màxim de cent asos i en les bodes un màxim de 200 asos. Els altres dies no es podia servir més de tres lliures de carn fresca i una lliura de peix salat, però en canvi les fruites i productes de la terra eren lliures.